# NGC 600
NGC 600 este o galaxie spirală barată situată în constelația Balena. A fost descoperită în 10 septembrie 1785 de către William Herschel.